# Jun Nishikawa
Jun Nishikawa (jap. 西川 潤, Nishikawa Jun; * 21. Februar 2002 in Kawasaki, Präfektur Kanagawa) ist ein japanischer Fußballspieler.

## Karriere

### Verein
Jun Nishikawa erlernte das Fußballspielen in der Jugendmannschaft des Erstligisten Yokohama F. Marinos sowie in der Schulmannschaft der Toko Gakuen High School. Seit 2019 spielt er bei Cerezo Osaka. Der Verein aus Osaka, einer Millionenstadt in der Präfektur Osaka, spielte in der höchsten japanischen Liga, der J1 League. Jun Nishikawa wurde 2019 in der ersten Mannschaft, die in der ersten Liga spielte, sowie in der U23–Mannschaft, die in der dritten Liga spielte, jeweils einmal eingesetzt. Im Februar 2022 wechselte er auf Leihbasis zum ebenfalls in der ersten Liga spielenden Sagan Tosu. In zwei Spielzeiten bestritt er 35 Erstligaspiele. Die Saison 2024 wurde er an den Zweitligisten Iwaki FC verliehen. Für den Verein aus Iwaki bestritt er 35 Ligaspiele. Zu Beginn der Saison 2025 wechselte er ein zweites Mal auf Leihbasis zu Saga Tosu.

### Nationalmannschaft
Jun Nishikawa spielte 2019 viermal in der U17 und sechsmal in der U20–Nationalmannschaft.